# 진지쓰

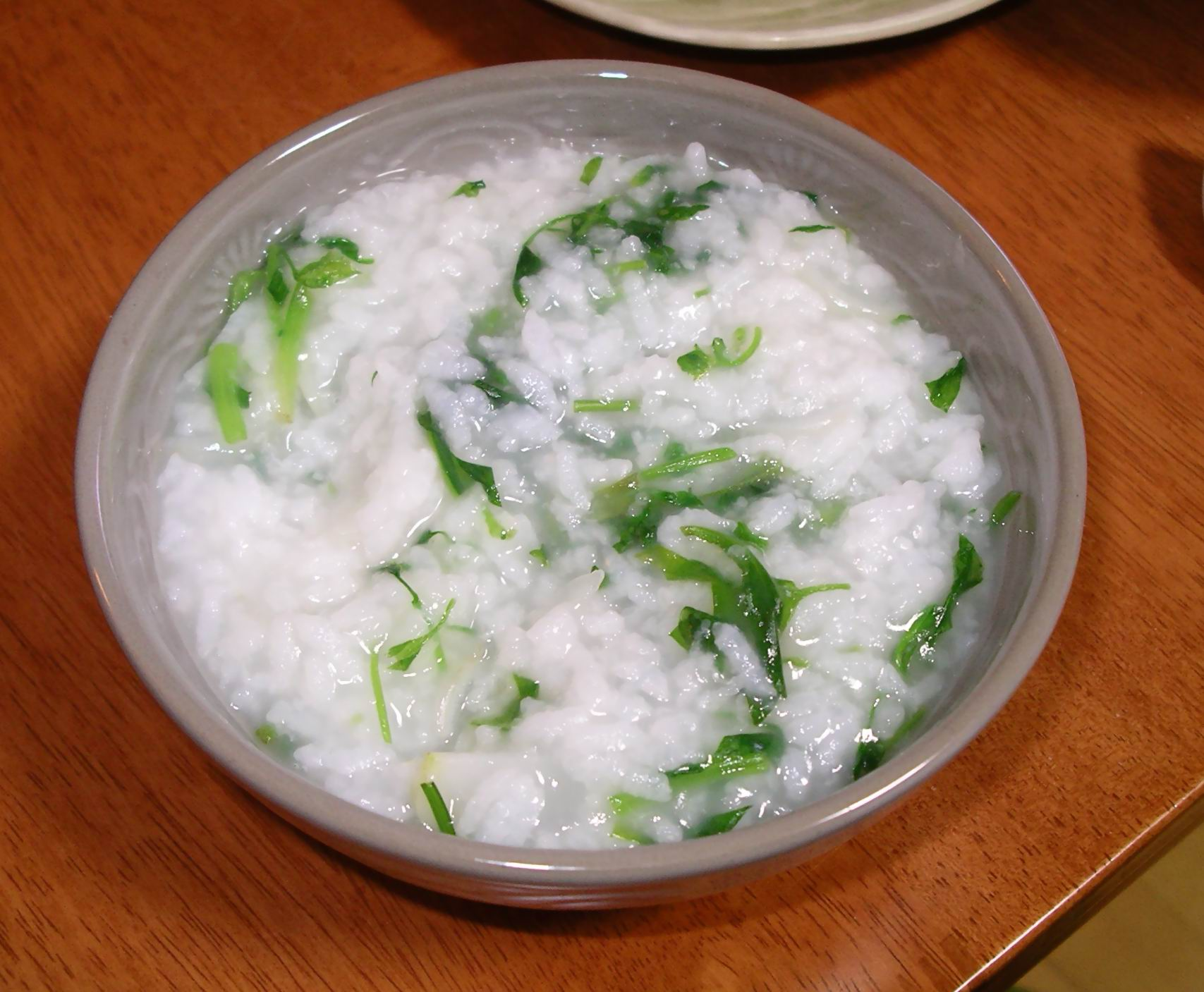
나나쿠사가유

진지쓰(일본어: 人日)는 고셋쿠의 하나로, 1월 7일을 말한다. 나나쿠사가유를 먹는 날이므로 나나쿠사노셋쿠(일본어: 七草の節句)라고도 한다. 또한 레이신(霊辰), 간시치(元七), 진쇼세쓰(人勝節)라고도 한다.

## 풍습
고대 중국에서는 정월 초하루를 닭의 날, 2일을 개의 날, 3일을 돼지의 날, 4일을 양의 날, 5일을 소의 날, 6일을 말의 날로 정하고, 각각의 날에는 해당 동물을 도살하지 않도록 했다. 그리고 7일째를 사람의 날(人日)로 정하여 범죄자에 대한 형벌을 집행하지 않았다.
또한 이날에는 한 해의 무병식재(無病息災)를 기원하고, 설날 잔치 음식과 술로 약해진 위를 달래기 위해 일곱 가지 나물(칠초)을 넣은 겅을 먹는 풍습이 있었는데, 이것이 일본에 전해져 나나쿠사가유가 되었다. 일본에서는 헤이안 시대부터 시작되어 에도 시대에 이르러 일반에 정착되었다. 진지쓰를 포함한 고셋쿠가 에도 막부의 공식 행사가 되어, 쇼군 이하 모든 무사가 나나쿠사가유를 먹으며 진지쓰 절기를 축하했다.
또한 이날은 '새해가 되어 처음으로 손톱을 깎는 날'이기도 하며, '나나쿠사를 담근 물에 손톱을 담가 부드럽게 한 뒤 깎으면 그해에는 감기에 걸리지 않는다'는 말도 전해진다.
한편 유래에서 알 수 있듯이, 본래는 음력 1월 7일의 풍습이다.

## 같이 보기
- 나나사쿠
- 셋쿠